# Women in Red
Women in Red es un WikiProjecto que aborda el anterior sesgo de género en el contenido de Wikipedia. El proyecto se centra en la creación de contenido sobre biografías de mujeres, obras de mujeres y temas de mujeres.
El proyecto lleva el nombre de los enlaces en los artículos de Wikipedia existentes que figuran en rojo, indicando que el artículo vinculado aún no ha sido creado.

## Historia
Women in Red fue concebida por el editor voluntario de Wikipedia Roger Bamkin en 2015, y la editora voluntaria Rosie Stephenson-Goodknight unió fuerzas poco después. Bamkin había acuñado inicialmente un nombre para el proyecto, "Proyecto XX", pero rápidamente cambió  en favor de WikiProjecto Women in Red .
Una vez que el proyecto estuvo en marcha se unió la editora voluntaria Emily Temple-Wood. Su especialidad es agregar un nuevo artículo de Wikipedia sobre una científica cada vez que alguien la acosa por sus esfuerzos de edición voluntaria.
En Wikimania 2016, en Esino Lario, Italia, Jimmy Wales, quien cofundó Wikipedia en 2001, nombró a Stephenson-Goodknight y Temple-Wood como los wikipedistas del año, durante los 12 meses anteriores, por su esfuerzo por llenar el abismo de género.

## Métodos

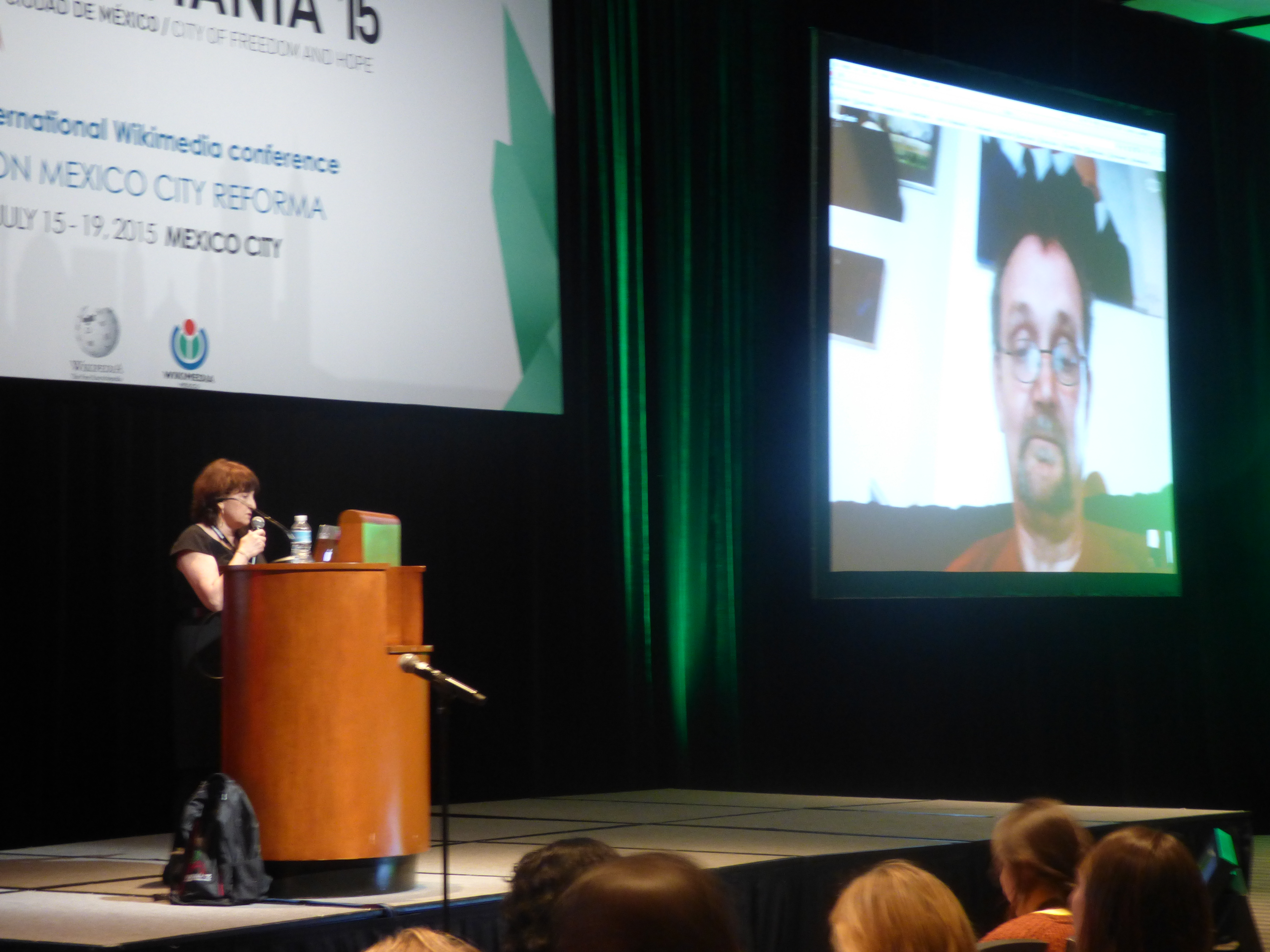
Rosie y Roger (que aparecen a través de Skype) anunciando la formación de Women in Red durante Wikimania 2015 en la Ciudad de México.

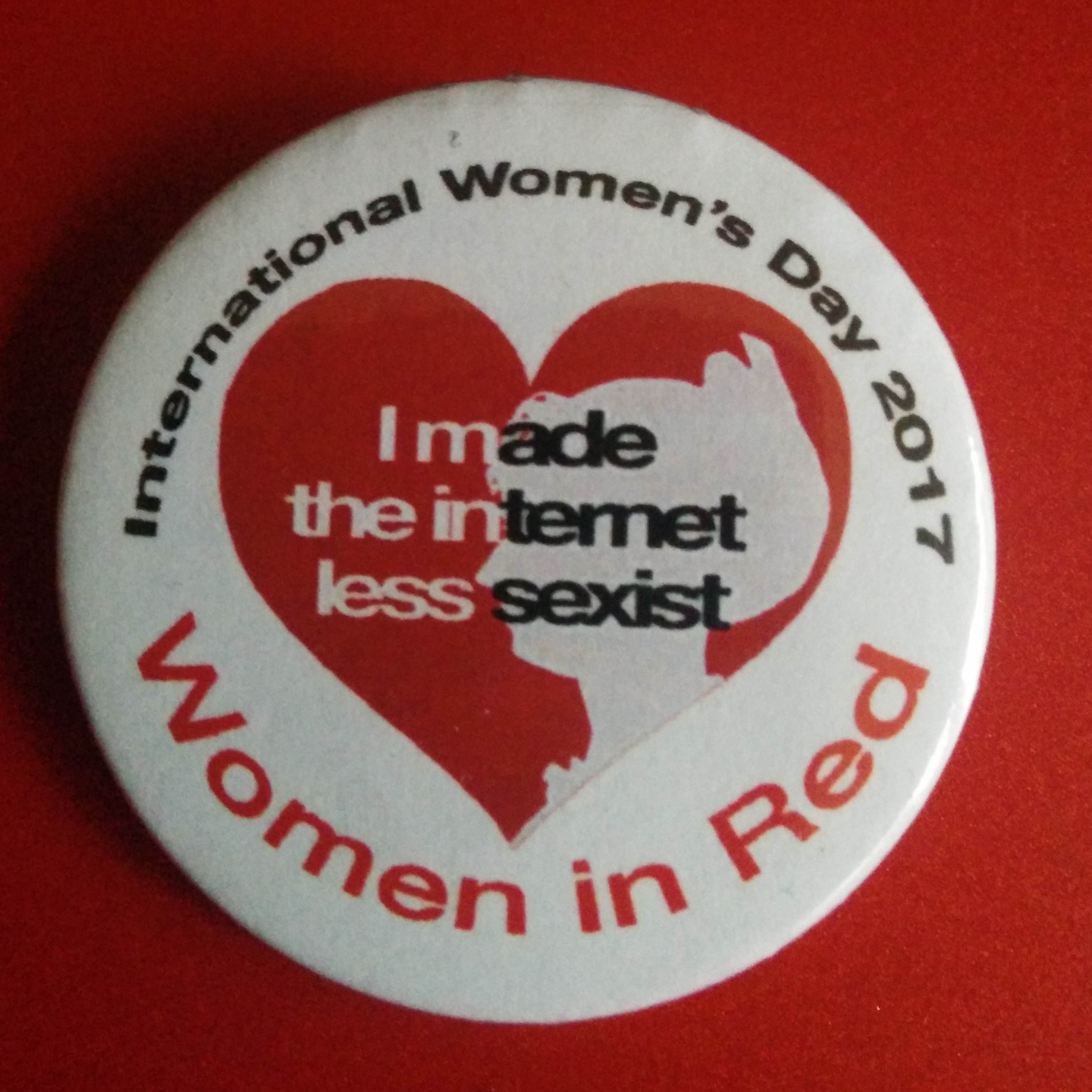
Botón para exhibir los maratones de edición de WiR del Día Internacional de la Mujer 2017

Women in Red realiza maratones de edición de Wikipedia (también llamados editatones) en ciudades de todo el mundo y organiza continuamente uno virtual. Los maratones de edición en persona de todo el día son eventos enfocados que se llevan a cabo para capacitar a nuevos colaboradores para que la brecha de género en Wikipedia pueda reducirse e incluir más contenido sobre mujeres notables. Otro objetivo es aumentar el número de editoras. Aunque Wikipedia es "la enciclopedia libre que cualquiera puede editar", en 2015 aproximadamente solo el 10 por ciento de los editores eran mujeres.

Los participantes de Women in Red ayudan a recopilar 150 listas de trabajo de artículos con enlaces rojos para facilitar la búsqueda y creación de los artículos que faltan.
A 22  de diciembre de  2016, Women in Red los editores voluntarios agregaron más de 45.000 artículos, y el porcentaje de artículos contabilizados aumentó marginalmente al 16,8 por ciento de las biografías en inglés (desde el 15 por ciento en julio de 2015).